# Burg Remchingen
Die Burg Remchingen ist eine abgegangene Wasserburg am Rande des Freibadgeländes der Gemeinde Remchingen im Enzkreis in Baden-Württemberg.

## Lage
Die Burgstelle liegt bei etwa 170 m über NN am rechten Pfinzufer an der Forststraße (Buchwaldwiesen) nordwestlich des Ortsteils Wilferdingen. Sie ist heute zum größten Teil von einem Schwimmbad, dem Schlossbad überbaut. Bei der Burgstelle treffen sich das Pfinz- und das Kämpfelbachtal. Die Burg lag somit an einer strategisch günstigen Position zur Kontrolle des Verkehrswegs zwischen Durlach und Pforzheim, zwei wichtigen Städten des badischen Territoriums. Noch heute führen die Bundesstraße 10 und die Bundesbahnstrecke Karlsruhe-Stuttgart unweit der Burgstelle vorbei.

## Geschichte
Die Geschichte der Burg ist eng mit der des Rittergeschlechts der Herren von Remchingen verbunden. Diese traten urkundlich 1160 als Vasallen der Grafen von Vaihingen in Erscheinung. Es darf angenommen werden, dass zu dieser Zeit bereits Teile der Burg von den Herren von Remchingen erbaut waren und sich in ihrem Eigentum befunden haben. Mindestens seit 1244 handelte es sich um eine Ganerbenburg, die von mehreren Zweigen der Remchinger als Eigentümer bewohnt wurde.
Die Burg selbst wurde erstmals 1304 erwähnt, als der Markgraf von Baden einen Teil der Burg von Albrecht von Remchingen erwarb, ist aber älter. Im Laufe des 14. Jahrhunderts kam es mehrfach zu Verkäufen von Teilen der Burg, so dass das Eigentum an der Burg nach und nach auf das Kloster Weißenburg, die Grafen von Eberstein und die Markgrafen von Baden überging, die später die beiden anderen Miteigentümer verdrängen konnten. Die Herren von Remchingen waren nur noch abhängige Lehensträger. Zur Burg gehörte die Herrschaft über die umliegenden Dörfer, die von den jeweiligen Burgherren im Auftrag der Eigentümer ausgeübt wurde.
1429 wurde die Burg an den Edelknecht Gumpoldt von Gültlingen als Lehen der Markgrafen von Baden verkauft. 1432 bestätigte Wilhelm Nix von Hoheneck, genannt Enzberger, gegenüber dem Markgrafen von Baden den Erhalt von Lehenstücken in Wilferdingen und Remchingen. Die Herren von Remchingen bewohnten nur noch eine Hofstatt innerhalb der Burganlage als Lehen der Grafen von Eberstein. Die drei Geschlechter teilten sich nun die Vogtei über die Burg und die umliegenden Dörfer unter Dominanz der Herren von Gültlingen. 1463 ging die Burg dann an die Nix von Hoheneck über, bis 1495 im Rahmen einer Erbfolge Conrad von Venningen mit einem Drittel der Burg belehnt wurde.
1510 übernahm Martin von Remchingen zwei Drittel der Burg von Moritz Nix mit Zustimmung des Markgrafen von Baden. Für diesen Teil, für den 1429 noch 4000 Gulden bezahlt wurden, musste Martin nur noch 400 Gulden entrichten. Martins Mutter hatte zwar bereits 1499 ein Drittel des Nix'schen Teils erworben, jedoch zeigt das einen deutlichen Wertverfall der Burg und zugehörigen Dörfer und Ländereien. Martin blieb bis zu seinem Tod 1555 Burgherr auf Remchingen. Seine Kinder zogen aus Remchingen weg und gaben das Burglehen 1562 gegen Zahlung von 45.000 Gulden an den Markgrafen von Baden zurück. Martin hatte den Wert der Burgherrschaft offenbar erheblich gesteigert.
Danach versank die Burganlage in die Bedeutungslosigkeit. Die Gebäude wurden zum Teil als Lagerräume verwendet. Erwähnenswert sind noch die Ereignisse vom 14. April 1604, als Markgraf Ernst Friedrich von Baden-Durlach während einer Rast bei der Burg einen Schlaganfall erlitt und dort starb. Die Burganlage wurde 1692 im Pfälzischen Erbfolgekrieg von französischen Truppen angezündet und brannte bis auf das Schäferhaus an der äußeren Brücke nieder. Die Reste wurden 1749 vollständig abgetragen.

## Anlage
Über die Anlage der Wasserburg ist wenig bekannt. Im 15. Jahrhundert wurden die bis dahin bestehenden zwei Wassergräben durch einen dritten ergänzt. Ein Bericht von 1710 erwähnte nur noch zwei Gräben. Vielleicht wurde der Innenbereich zu Lasten des innersten Grabens vergrößert. 1715, 23 Jahre nach der Zerstörung, wird die Größe des gesamten ehemaligen Schloßbereichs mit sieben Morgen angegeben, also etwa 2,5 Hektar oder dreieinhalb Fußballfelder. Die Existenz eines Turms ist urkundlich belegt. Innerhalb der Burganlage müssen sich mehrere Gebäude befunden haben, was sich ebenfalls aus den Urkunden erschließen lässt. Vermutlich war die innere Anlage von einer Palisade umgeben.
Von der ehemaligen Burganlage ist heute nur ein geringer Hügel zu erkennen sowie geringe Reste, die auf einen Graben mit Wall hinweisen. Innerhalb des Hügels hat man einige Steinquader gefunden.